# Q-あなたはだぁれ?-
『Q-あなたはだぁれ?-』はゆいかおり（小倉唯・石原夏織）初主演の舞台作品である。2011年7月13日から同月18日にかけて池袋シアターグリーンBOX in BOX THEATERにて上演された。

## 概要
声優ユニットのゆいかおりが舞台初主演し、空間ゼリー主催者の坪田文が外部プロデュース舞台で初演出に挑戦する。当初2011年3月30日から4月6日にかけて池袋シアターグリーンBIG TREE THEATERでの上演を予定していたが、東日本大震災による交通機関への影響、計画停電の協力、余震などをふまえ開催予定期間での公演を見送り、同年7月13日へ延期。会場も同劇場構内のBOX in BOX THEATERへ変更した。

## 公演日程
変更前
- 2011年3月30日 - 4月6日
- 池袋シアターグリーンBIG TREE THEATER

変更後
- 2011年7月13日 - 7月18日
- 池袋シアターグリーンBOX in BOX THEATER

## ストーリー
突然の停電に見舞われたホテルに偶然居合わせた家出女子高生と楽団の歌姫が織り成す物語。

## キャスト
- 小倉唯（ゆいかおり）
- 石原夏織（ゆいかおり）
- 氷上恭子
- 田中完
- 陽季想
- とものかつみ
- 半田周平（空間ゼリー）
- 木村延生（空間ゼリー）
- 岩田博之（空間ゼリー）
- 霜月紫
- 能登有沙
- 仙石みなみ

## スタッフ
- 脚本・演出：坪田文（空間ゼリー）
- 舞台美術：小林奈月
- 舞台監督：川田崇
- 照明：北寄崎嵩
- 音響：筧良太
- 衣装：鈴木真育
- 演出助手：西岡ひと美（空間ゼリー）
- 音楽制作：とものかつみ
- 宣伝美術・写真：たかみゆきひさ
- プロデューサー：佐々木淳子
- 協力：アップフロントスタイル、キングレコード
- 企画・制作：アップフロントエージェンシー
- 主催：オデッセー、アップフロントエージェンシー

## 主題歌
エンディングテーマ「CUE the Future 〜「Q」のテーマ〜」
作詞・作曲・編曲 - 前山田健一 / 歌 - ゆいかおり

## DVD
2011年11月2日、アップフロントエージェンシーにより発売された（規格品番：UFGP-5024）。